# Luật thể thao
Luật thể thao là nhóm các vấn đề pháp lý có hiệu lực ở cả hai nhóm môn thể thao chuyên nghiệp và nghiệp dư. Luật thể thao có liên hệ chặt chẽ với luật lao động, luật hợp đồng, luật chống độc quyền hay luật cạnh tranh, và luật liên quan tới các hành vi vi phạm dân sự (tort law). Các vấn đề như sự xâm hại phẩm giá và quyền riêng tư cũng là các khía cạnh cấu thành luật thể thao. Lĩnh vực luật này được lập ra vài thập kỷ gần đây với tư cách là một cá thể riêng biệt và quan trọng, cùng lúc với sự ra đời của người đại diện vận động viên cũng như sự chú ý ngày một tăng của giới truyền thông lên các vấn đề pháp lý liên quan tới thể thao.

## Các tranh chấp liên quan tới vi phạm dân sự
Các vấn đề về hành vi vi phạm dân sự (tort) trước đây không thuộc khuôn khổ của luật thể thao. Một hành vi vi phạm dân sự có thể được coi là một sai phạm có thể bị khởi kiện. Tuy nhiên vào năm 1975 một tòa án phúc thẩm ở Illinois công nhận rằng vận động viên có thể bị kết tội sơ suất nếu hành động của họ là "cố tình, có chủ ý hoặc coi thường (recklessness) an toàn của vận động viên khác với mục đích gây chấn thương cho vận động viên đó." . Vụ án McCracken v Melbourne Storm & Orcs tại Úc cũng tranh luận về khái niệm và tính hợp pháp khi một vận động viên có chủ ý cố tình gây chấn thương đối với một vận động viên khác trong cuộc chơi. Các vi phạm dân sự về bản chất là khó xác định trong các môn thể thao cho phép va chạm, khi các hành động bạo lực và các chấn thương xảy ra thường xuyên hơn và do đó có thể đoán trước được ("sự chấp nhận rủi ro" hoặc "tự vệ"). Khán giả có thể khởi kiện lỗi sơ suất nếu họ gặp chấn thương bất ngờ nếu xét theo bản chất của môn thể thao họ tới xem. Một cổ động viên bóng chày ngồ trên khán đài không mái che có thể đoán được trái bóng có thể bay tới chỗ của họ, nhưng một cổ động viên xem đấu vật ngồi ở ngoài sân đấu sẽ không nghĩ rằng một đô vật sẽ bay tới chỗ họ ngồi được.